# Carlotta Mantovan
Carlotta Mantovan (Venezia, 26 dicembre 1982) è una conduttrice televisiva, giornalista ed ex modella italiana.

## Biografia
Nata a Venezia, è originaria di Mestre, dove ha frequentato il liceo classico "Raimondo Franchetti", superando l'esame di stato nel 2001. Nella stessa estate, a Salsomaggiore Terme (dove è giunta indossando la fascia di Miss Veneto), ha partecipato alle finali nazionali di Miss Italia 2001, piazzandosi al secondo posto e ottenendo la fascia di Miss Deborah. Il concorso era presentato da Fabrizio Frizzi, che successivamente diventerà suo marito. Ha scritto su Il Gazzettino, ha iniziato a frequentare la facoltà di Scienze della Comunicazione a Trieste ed è la testimonial dell'associazione giornalisti "Stampa Veneta Insieme".
Nel 2002 ha partecipato a diverse manifestazioni di beneficenza, tra cui Voglia di solidarietà 3 al Palasampietro di Casnate, Insieme per la vita allo Stadio Francesco Baracca di Mestre e In campo per un sorriso allo Stadio Comunale di Mariano Comense. Il 5 giugno 2002 ha sfilato come modella durante l'annuale manifestazione "Modamare a Portocervo" su Canale 5; nello stesso anno ha partecipato, sempre su Canale 5, alle selezioni per le nuove Veline di Striscia la notizia, giungendo fino alle semifinali, a Viva Miss Italia e a Miss Italia come guest star su Rai 1.
Dal 2004 al 2018 è stata una giornalista di Sky TG24, mentre dal 2005 al 2008 ha presentato le previsioni del tempo su Sky Meteo 24. A partire dal settembre 2018 è conduttrice, insieme a Pier Luigi Spada e Michele Mirabella, del programma Tutta salute, in onda su Rai 3, e dal 27 ottobre successivo affianca anche Antonella Clerici nella nuova versione di Portobello in onda su Rai 1. Viene confermata a Tutta salute anche per la stagione 2019-2020, al termine della quale il programma viene cancellato.

## Vita privata
A partire dal 2002 iniziò una relazione con il conduttore Fabrizio Frizzi, conosciuto durante la 62ª edizione di Miss Italia, a cui partecipò come concorrente piazzandosi al secondo posto. Dalla loro relazione nacque una figlia il 3 maggio 2013, Stella. I due si sposarono il 4 ottobre 2014 e rimasero uniti fino alla morte di Frizzi, avvenuta il 26 marzo 2018 per un'emorragia cerebrale.

## Televisione
- Miss Italia (Rai 1, 2001) Concorrente
- Veline (Canale 5, 2002) Concorrente
- Viva Miss Italia (Rai 1, 2002)
- Sky TG24 (Sky, 2004-2018)
- Sky Meteo 24 (Sky, 2005-2008)
- Tutta salute (Rai 3, 2018-2020)
- Portobello (Rai 1, 2018) Co-conduttrice
- Telethon (Rai 1, Rai 3, 2019)
- Ballando con le stelle (Rai 1, 2023) Concorrente